# SIVA1
SIVA1 (англ. SIVA1 apoptosis inducing factor) – білок, який кодується однойменним геном, розташованим у людей на короткому плечі 14-ї хромосоми. Довжина поліпептидного ланцюга білка становить 175 амінокислот, а молекулярна маса — 18 695.
| 10         |  | 20         |  | 30         |  | 40         |  | 50         |
| ---------- |  | ---------- |  | ---------- |  | ---------- |  | ---------- |
| MPKRSCPFAD |  | VAPLQLKVRV |  | SQRELSRGVC |  | AERYSQEVFE |  | KTKRLLFLGA |
| QAYLDHVWDE |  | GCAVVHLPES |  | PKPGPTGAPR |  | AARGQMLIGP |  | DGRLIRSLGQ |
| ASEADPSGVA |  | SIACSSCVRA |  | VDGKAVCGQC |  | ERALCGQCVR |  | TCWGCGSVAC |
| TLCGLVDCSD |  | MYEKVLCTSC |  | AMFET      |  |            |  |            |

A: Аланін

C: Цистеїн

D: Аспарагінова кислота

E: Глутамінова кислота

F: Фенілаланін

G: Гліцин

H: Гістидин

I: Ізолейцин

K: Лізин

L: Лейцин

M: Метіонін

P: Пролін

Q: Глутамін

R: Аргінін

S: Серин

T: Треонін

V: Валін

W: Триптофан

Кодований геном білок за функцією належить до фосфопротеїнів. 
Задіяний у таких біологічних процесах, як апоптоз, взаємодія хазяїн-вірус, альтернативний сплайсинг. 
Білок має сайт для зв'язування з іонами металів, іоном цинку. 
Локалізований у цитоплазмі, ядрі.